# Ponte dell'Amicizia (Russia-Corea del Nord)
Il Ponte dell'Amicizia (in russo мост дружбы?, Most druzhby, in coreano: 우정의 다리?, Ujeong-ui DaliMR) è un ponte ferroviario transfrontaliero sul Confine tra la Corea del Nord e la Russia sul fiume Tumen, non lontano dal centro abitato russo di Chasan.

## Caratteristiche
Il ponte è lungo 400 m, di cui la metà sul fiume Tumen e si trova a 225 metri dal triplice confine tra Russia, Corea del Nord e Cina.
Il 28 settembre 1951 venne aperta la stazione di Chasan e venne aperto un ponte temporaneo in legno sul confine russo-nordcoreano e l'anno dopo venne attraversato per la prima volta da un treno russo diretto a Pyongyang. Il 9 agosto 1959 venne decisa con un accordo la costruzione del Ponte dell'Amicizia. Nel ponte avviene lo scambio di scartamento tra quello russo 1520 mm e quello nordcoreano 1435 mm. Nel 2005 il ponte era stato attraversato da 10.000 passeggeri, è permesso attraversare il confine solo a russi e a nordcoreani mentre è generalmente vietato a terze nazionalità.